# Базар-Коргон
Базар-Коргон — місто (з 2021 року) в Джалал-Абадській області, Киргизстан, є адміністративним центром Базар-Коргонського району.

## Населення
Більшість населення села складають етнічні узбеки (приблизно 80 відсотків, а решту 20 % складають етнічні киргизи).

## Інфраструктура
У селі є великий відкритий ринок і яскраві сцени в невеликих кафе і закусочних. До обласного центру, міста Джалал-Абада, маршрутні таксі вирушають кожні 15-20 хвилин.